# شتول
شتول (به لاتین: Shtul) یک منطقهٔ مسکونی در روسیه است که در شهرستان کوراخسکی واقع شده‌است.